# Movimento por uma Universidade Popular
O Movimento Por Uma Universidade Popular (MUP) é, em síntese, o significado literal de seu nome: a busca organizada, contínua e consequente para que o ensino superior no Brasil seja baseado no conceito de uma universidade popular, com acesso universal e gratuito.

## História

### Contexto
A construção de uma democracia efetiva em um sistema político é um desafio que mobiliza intelectuais e ativistas a partir de uma ampla discussão teórica de diferentes práticas sociais. O processo histórico de construção do sistema democrático representativo liberal nos remete há pouco mais de duzentos anos, quando se deu início ao mais importante movimento de transformação dos sistemas políticos modernos. É no século XX na América Latina que um elemento-chave da moderna concepção de universidade emerge. Além de núcleo do conhecimento acumulado, da formação dos profissionais e fomentação da pesquisa, a universidade passaria a olhar para as demandas reais da sociedade, houve a necessidade do diálogo entre o conhecimento produzido fora dela e enfrentar os movimentos sociais que exigiam que rompesse seu casulo. Um dos momentos decisivos deste processo acontece na Argentina em 1918, em conjunto com a Revolução Mexicana e a Revolução Russa. A Reforma Universitária de Córdoba foi decisiva para a exigência de democratização, eficácia e um papel mais atuante do conhecimento acadêmico na sociedade.

## Construção
Os  direcionamentos  para  a  construção  da  Universidade  popular  foram delineados com maior expoência no Seminário Nacional sobre Universidade Popular (SENUP), ocorrido em 2011. São então seus eixos: Ciência  e  Tecnologia,  autonomia  e  democracia. Esses  eixos  decorrem  em  proposições  acerca  da  Universidade  Popular  a partir da construção de um projeto de universidade que seja, ao mesmo tempo, crítica e criadora de conhecimento novo e necessário às demandas do povo. Isso implica um trabalho direcionado à pesquisa acadêmica enquanto construção do saber;  ao ensino como transmissão e apropriação do saber construído; e a extensão universitária como a objetivação ou materialização desses  conhecimentos, enquanto construção de novos conhecimentos advindos do cotidiano sistematizado, pensado, debatido e repassado.